# Birger Isberg
Birger Olof Isberg, född 25 april 1917 i Teurajärvi i Korpolombolo socken i Pajala kommun, död 22 juni 2015 i Stockholm, var en svensk tulltjänsteman.
Birger Isberg var son till Otto Isberg (1885-1961) och Anna Eugenia Isberg (1888-1975). Han växte upp i Teurajärvi och i Kiruna. Han hade fyra bröder och en syster, bland andra Fahle Isberg och Gunnar Isberg.
Hans äldste bror Fahle Isberg arbetade under andra världkriget på C-byrån på Försvarsstaben som chef för underrättelseverksamheten i norra Norrland. Fahle Isberg kom att spela en avgörande roll för den svenska delen av uppbyggnaden och driften av den norska kommunikationsbasen Kari 1943-1945 och de fyra amerikansk-engelsk-norska spanings- och sabotörsbaserna på svenskt territorium i Operation Sepals 1944-1945. Birger Isberg och den yngste brodern Gunnar engagerades också för att i hemlighet stödja Operation Sepals. Dessutom tjänade föräldrarnas våning på Brytaregatan i Kiruna som uppehåll för norska motståndsmän på väg till och från baserna. Birger Isberg var hemlig kurir vid sidan om sitt arbete på Generaltullstyrelsen. År 1941 ryckte han in på I19 och var officer i Skidlöparbataljonen i Kiruna 1944, där bland andra Stig Synnergren också var kurir för Sepalsbaserna. Birger Isberg åkte också till och från Stockholm på C-byråns uppdrag med tåg. 
Från hösten 1944 till in på 1945 fick han i uppdrag att svara för en norsk hemlig spaningsbas med två norska motståndsmän i familjen Siikavuopios hus i Naimakka vid gränsälven Könkämää mot Finland.
År 1947 fick han - tillsammans med fadern Otto Isberg - kung Haakon VII:s frihetsmedalj för sina insatser för Norge. År 2002 hedrades bröderna Fahle, Birger och Gunnar Isberg under en ceremoni av USA:s tidigare försvarsattaché för sina insatser under kriget. 
Han arbetade efter andra världskriget som kammarskrivare på Generaltussstyrelsen i Stockholm till sin pension.
Birger Isberg gifte sig 1943 med Ulla Kristina Isberg (1917-2011).